# یاسر رحمانی‌راد
یاسر رحمانی‌راد (زادهٔ ۳۰ شهریور ۱۳۶۷، رومِشکان) پزشک عمومی و کنشگر مدنی ایرانی است که به دلیل ارائه خدمات درمانی به معترضان خیزش ۱۴۰۱ ایران و فعالیت‌های مدنی در حمایت از آسیب‌دیدگان این اعتراضات، چندین بار بازداشت شده است. او به دلیل تعهد به اصول حرفه‌ای پزشکی، مورد توجه فعالان حقوق بشر قرار گرفته است.

## زندگی‌نامه
یاسر رحمانی‌راد در سال ۱۳۶۷ در خانواده‌ای مذهبی در رومِشکان، استان لرستان، متولد شد. پدرش معلم و خبرنگار روزنامه کیهان بود. او دوران دبستان را در زادگاهش گذراند و سپس در مدارس شبانه‌روزی تیزهوشان (سمپاد) تحصیل کرد. در کنکور سراسری سال ۱۳۸۵ با رتبه ۵۶ در رشته پزشکی پذیرفته شد و دانشگاه علوم پزشکی شیراز را به دلیل فضای فرهنگی آن انتخاب کرد.
در دوران دانشجویی، به دلیل برگزاری جلسات کتاب‌خوانی و شب شعر، با ریاست وقت دانشگاه، محمدهادی ایمانیه، دچار تنش شد. پس از افشاگری درباره تخلفات مدیریتی، با اتهامات سنگین از جمله «عضویت در گروه‌های الحادی» و «ارتباط نامشروع» مواجه شد و به اخراج و ۱۰ سال محرومیت از کنکور محکوم گردید. این حکم پس از اعترافات اجباری در مصاحبه با خبرگزاری فارس تعلیق شد و با محدودیت‌های شدید تحصیلی، تحصیلات خود را به پایان رساند  و به‌عنوان پزشک عمومی در خرم‌آباد به فعالیت مشغول شد.

## فعالیت‌های مدنی و حرفه‌ای
پس از فارغ‌التحصیلی، رحمانی‌راد در شرکت کشت و صنعت نیشکر هفت‌تپه به عنوان پزشک مشغول شد. در جریان اعتراضات کارگران، با انتشار پست‌هایی در حمایت از آنان، تحت فشار نهادهای امنیتی قرار گرفت و در نهایت از کار اخراج شد. وی در جریان خیزش ۱۴۰۱ ایران، به دلیل ارائه خدمات پزشکی به معترضان مجروح، به‌ویژه در مهاباد، مورد توجه قرار گرفت. او در آذرماه ۱۴۰۱ به همراه دو پزشک دیگر، یک روان‌پزشک و همایون افتخاریان‌نیا (تکنسین اتاق عمل)، برای کمک به آسیب‌دیدگان اعتراضات به مهاباد سفر کرد. او در شبکه‌های اجتماعی دربارهٔ وضعیت آسیب‌دیدگان چشمی اعتراضات مطالبی منتشر کرد که منجر به فشارهای امنیتی بر او شد.
این پزشک به دلیل فعالیت‌های دانشجویی چندین بار با تعلیق از دانشگاه و تبعید به شهرهای دیگر مواجه شد، به‌طوری‌که دریافت مدرک پزشکی عمومی او ده سال به طول انجامید. یاسر رحمانی‌راد پیش‌تر نیز در موارد مختلفی همچون سیل ۱۳۹۸ لرستان، خوزستان و زمین‌لرزه ۱۳۹۷ سرپل ذهاب به صورت داوطلبانه و رایگان برای ارائه خدمات درمانی به میان آسیب‌دیدگان رفته بود.

## بازداشت‌ها و آزارها

### بازداشت نخست (آذر ۱۴۰۱)
در ۱۳ آذر ۱۴۰۱، رحمانی‌راد به همراه دو پزشک دیگر در مهاباد توسط نیروهای اداره اطلاعات بازداشت شد. او به مدت ۴۶ روز در بازداشتگاه اطلاعات مهاباد نگهداری شد. اتهامات او شامل «اجتماع و تبانی به قصد ارتکاب جرم علیه امنیت داخلی» بود، اما توسط شعبه سوم بازپرسی دادسرای عمومی و انقلاب مهاباد تبرئه شد. او در دی ۱۴۰۱ با تودیع وثیقه ۶۰۰ میلیون تومانی آزاد شد. تمامی تجهیزات پزشکی و کمک‌های مردمی که رحمانی‌راد به مهاباد برده بود، به نفع قوه قضاییه ضبط شد.

### بازداشت دوم (شهریور ۱۴۰۲)
در ۳۰ شهریور ۱۴۰۲، نیروهای امنیتی با یورش به منزل پدری رحمانی‌راد در خرم‌آباد، او را بازداشت کردند. این بازداشت به اتهام «تبلیغ علیه نظام» به دلیل انتشار مطالب دربارهٔ آسیب‌دیدگان اعتراضات انجام شد. او به مدت ۱۹ روز در سلول انفرادی بازداشتگاه اطلاعات سپاه خرم‌آباد بود. سپس به زندان خرم‌آباد منتقل شد. دستور آزادی موقت او در ۱۰ مهر ۱۴۰۲ توسط شعبه هشتم دادگاه تجدیدنظر استان لرستان صادر شد، اما تا ۲۰ مهر ۱۴۰۲ از آزادی او ممانعت شد، و در همان تاریخ با تودیع وثیقه آزاد شد.

### آزارهای پس از آزادی
پس از آزادی، مطب رحمانی‌راد در خرم‌آباد توسط سازمان نظام پزشکی پلمب شد و او از طبابت محروم گردید. او در دی ۱۴۰۲ به همراه وکیلش، پیام درفشان، به شعبه اول دادگاه عمومی بخش رومشکان احضار شد، و همچنان فشارهای امنیتی بر او به دلیل فعالیت‌های مدنی‌اش ادامه یافت.

## حمایت‌های بین‌المللی
بازداشت رحمانی‌راد واکنش‌های گسترده‌ای به دنبال داشت. بیش از ۱۳۰ کنشگر مدنی، وکیل، پزشک و آسیب‌دیده اعتراضات ۱۴۰۱ در بیانیه‌ای خواستار آزادی فوری و بی‌قیدوشرط او شدند. فادیمه تونجر، عضو مجلس ایالتی بادن-وورتمبرگ آلمان، کفالت سیاسی او و دو همکارش را بر عهده گرفت. کنشگران از سازمان‌های بین‌المللی مانند پزشکان بدون مرز و صلیب سرخ خواستند تا به پرونده او توجه نشان دهند.

## تأثیرات
فعالیت‌های رحمانی‌راد در کمک به آسیب‌دیدگان خیزش ۱۴۰۱، به‌ویژه درمان معترضان مجروح، حمایت گسترده کنشگران مدنی و حقوق بشری را به دنبال داشت. بیانیه‌های حمایتی و توجه فعالان حقوق بشر نشان‌دهنده نقش او در جلب توجه به وضعیت آسیب‌دیدگان اعتراضات است. او در نوشته‌ای دربارهٔ آیدا رستمی، پزشک کشته‌شده در خیزش ۱۴۰۱، بر اهمیت کمک به آسیب‌دیدگان تأکید کرد.